# Wilhelm von Knobelsdorff (General, 1802)

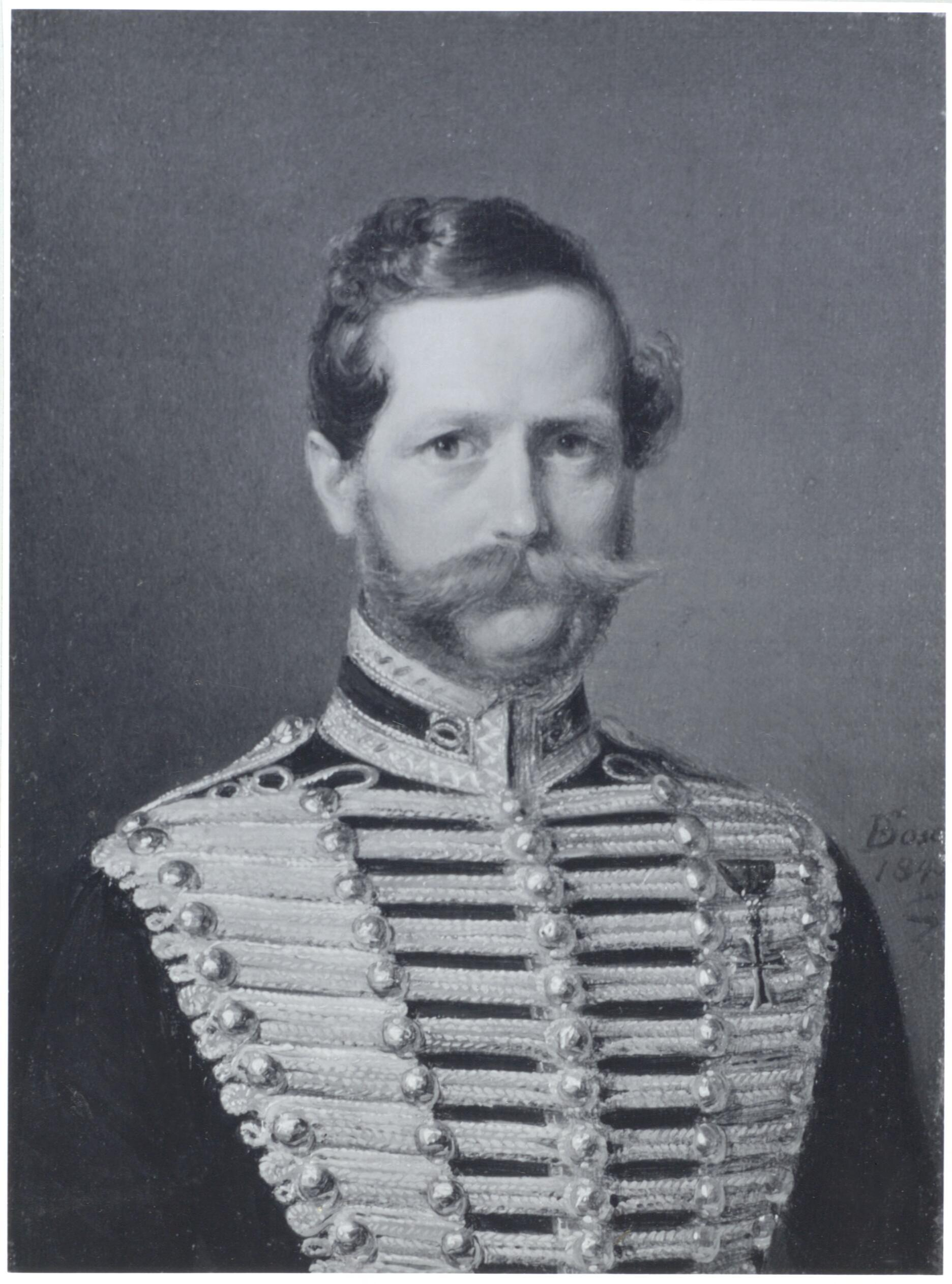
Wilhelm Anton Adrian Konstantin von Knobelsdorff (1802–1868)

Wilhelm Anton Adrian Konstantin Freiherr von Knobelsdorff (* 30. September 1802 in Bujukdere bei Konstantinopel; † 25. November 1880 in Hannover) war ein preußischer Generalmajor und persönlicher Adjutant des Prinzen Friedrich von Preußen.

## Leben

### Herkunft
Wilhelm entstammte dem Uradelsgeschlecht von Knobelsdorff. Seine Eltern waren der Generalleutnant Wilhelm von Knobelsdorff  (1752–1820) und dessen Ehefrau Philippine, geborene Freiin van Dedern to de Geldern (1772–1860).

### Militärkarriere
Knobelsdorff trat am 1. Mai 1821 als Husar in das 8. Husaren-Regiment der Preußischen Armee ein. Von 1821 bis 1824 war er an die Divisionsschule abkommandiert und avancierte Mitte April 1825 zum Sekondeleutnant ernannt. Im Jahr 1831 erhielt er das Kleinkreuz des Deutschen Ordens und stieg später zum Komtur der Ballei Utrecht auf. Von 1834 bis 1835 wurde er in das Lehr-Eskadron abkommandiert. Am 6. November 1841 folgte seine Kommandierung als Adjutant der 14. Kavallerie-Brigade. Dort wurde er am 21. Juli 1842 zum Premierleutnant befördert. Am 13. Februar 1844 kam er als persönlicher Assistent zum Prinzen Friedrich von Preußen, dazu wurde er dem 8. Husaren-Regiment aggregiert. Am 22. März 1845 wurde er Rittmeister und im gleichen Jahr mit dem Guelphen-Orden ausgezeichnet. Am 29. November 1845 wurde er unter Belassung in seiner Stellung dem Leib-Garde-Husaren-Regiment aggregiert. Am 18. Juni 1846 mit dem Dienstkreuz ausgezeichnet, wurde er am 6. November 1850 à la suite des Regiments gestellt. Am 30. September 1851 wurde er als Major in die Adjutantur versetzt und dort am 15. Oktober 1856 zum Oberstleutnant und am 31. Mai 1859 zum Oberst befördert. Er erhielt am 17. März 1863 den Charakter als Generalmajor und wurde am 27. Juli 1863 zur Verfügung der Prinzen Alexander und Georg von Preußen gestellt. Für seine Dienste, die er dem Prinzen Friedrich geleistet hatte, erhielt er am 11. August 1863 den Kronen-Orden II. Klasse. Am 15. Oktober 1866 wurde er mit Pension zur Disposition gestellt und starb am 25. November 1880 in Hannover.